# Eurostar Automobilwerk
Koordinaten: 47° 1′ 19,63″ N, 15° 28′ 49,37″ O
Die EUROSTAR Automobilwerk GesmbH & Co. KG war ein österreichischer Automobilhersteller aus Graz-Liebenau. Gegründet wurde das Unternehmen ursprünglich als ein Joint-Venture zwischen der Chrysler Corporation und der Steyr-Daimler-Puch Fahrzeugtechnik AG & Co. KG, bei dem sich beide Parteien zu jeweils 50 Prozent beteiligten. Das Werksgelände lag direkt am Walter-P.-Chrysler-Platz zwischen der Landesstraße B 73 und der Auffahrt zur Süd-Autobahn A2. Die Gesamtfläche des Geländes erstreckte sich auf 221.180 m².

## Unternehmensgeschichte
Auf diesem Gelände begannen im März 1990 die als Arbeitsgemeinschaft agierenden Firmen Ed. Ast & Co. Baugesellschaft mbH und Universale Bau AG mit den Bauarbeiten, diese nahmen 19 Monate in Anspruch, sodass die Werkshallen im September 1991 fertiggestellt waren. Danach begann man mit der Installation der Werksanlagen, auf denen später der Voyager und der etwas größere Grand Voyager montiert wurde. Die Serienproduktion wurde nach der Eröffnungszeremonie am 29. April 1992 aufgenommen, der damalige CEO Lee Iacocca hielt dabei die Eröffnungsrede.
Nach einem erfolgreichen Start begann am 1. Februar 1993 eine zweite Schicht ihre Arbeit. Im März 1995 rollte bereits der 100.000 Voyager vom Band, im September folgte dann ein Generationenwechsel. Neue Roboter und eine stärkere Automatisierung sollten die Verarbeitungsqualität der Fahrzeuge steigern. Im Folgejahr begann das Unternehmen nun auch mit der Serienfertigung von Rechtslenkerfahrzeugen. Dadurch war das Werk nun nicht mehr nur für die Versorgung des europäischen Marktes gedacht, wie ursprünglich vorgesehen, von nun an wurden der Voyager wie auch der größere Grand Voyager für Teile des Weltmarktes produziert. Im Badge-Engineering wurden die Modelle für einige Märkte unter der Bezeichnung Chrysler Caravan und Chrysler Grand Caravan gefertigt. Die Fahrzeuge sind in nahezu alle Länder exportiert worden, wobei sich Chrysler auf die Hauptumschlagplätze wie Australien, Südafrika, Japan, China und Russland konzentrierte. Rund 55.000 Fahrzeuge sind pro Jahr montiert worden. Am 11. Juli 1999 teilte DaimlerChrysler mit, die Anteile des bisherigen Miteigentümers Steyr-Daimler-Puch am Eurostarwerk von dessen neuer Muttergesellschaft  Magna International zu übernehmen.
Vor der Jahrtausendwende begannen Bauarbeiten für eine Werkserweiterung, der Ausbau dauerte über ein Jahr und vergrößerte das Werksgebäude um weitere 7.000 m². Die Erweiterung war notwendig gewesen, um die geplante Montage von Dieselvarianten des neuen Chrysler PT Cruisers zu ermöglichen. Etwa 600 neue Arbeitsplätze wurden dadurch geschaffen. Das Unternehmen investierte 58 Millionen Euro für den Ausbau. Zeitgleich fand auch eine Umrüstung der Montagelinie des Voyagers statt, um hier die neue Generation des Modells aufzulegen, deren Montage begann im Januar 2000, die des PT Cruisers, begann erst im Juli 2001.
Die Montage des PT Cruisers in Österreich war jedoch nicht rentabel, sodass man sich bereits im Dezember dazu entschloss, diese schnellstmöglich zu beenden. Pro Fahrzeug war die Montage in Graz um 2.000 US$ teurer als es im mexikanischen Toluca der Fall gewesen wäre, so stellte man die Montage nach einem Jahr und etwa 50.000 Einheiten ein.
Das Werk wurde an den ehemaligen Miteigentümer Magna International verkauft, der Kaufvertrag wurde Ende Februar 2002 nach einem Hauptversammlungsbeschluss in Auburn Hills von Vertretern beider Seiten unterzeichnet, doch wegen der vertraglich vereinbarten Frist den PT Cruiser 12 Monate lang im Grazer Werk der EUROSTAR zu montieren, trat der Kaufvertrag Magnas erst zum 6. Juli 2002 in Kraft, nachdem das letzte Fahrzeug zusammengebaut war, seither gehört das ehemalige EUROSTAR-Werk  zur heutigen MAGNA STEYR Fahrzeugtechnik AG & Co. KG.

## Modellübersicht
Das EUROSTAR-Automobilwerk benutzte innerhalb der Fahrzeug-Identifikationsnummer den Werkscode U.

## Nachweise
- Website der AST Baugesellschaft mbH: Produktionshallen für Eurostar Automobilwerk GmbH & Co. KG in Graz (Memento vom 9. Mai 2016 im Internet Archive)
- eurostar.at (Memento vom 6. Februar 2002 im Internet Archive)